# Active Theory
 (décembre 2021).
Active Theory est un studio de production numérique californien créatif, utilisant les dernières technologies web,. La société a été fondée en 2012 par Andy Thelander, Michael Anthony et Nick Mountford. Active Theory a un bureau à Venise, en Californie et un bureau à Amsterdam.

## Historique
En 2021, Active Theory a collaboré avec Girls Who Code avec la création du premier clip musical codable pour Doja Cat. Ce site web interactif vise à initier les filles aux langages de programmation d'une manière interactive et amusante.

## Clients
Active Theory a créé des productions numériques pour des clients comme Adidas, Netflix, Google, Spotify,.

## Distinctions
La société a reçu de multiples récompenses des Awwwards, Webby Awards en 2020.